# بلدية دولنيني
بلدية دولنيني هي بلدية في جمهورية مقدونيا، بلغ عدد سكانها 13٬568  نسمة، في 2002، تبلغ مساحتها 412٫43 كيلومتر مربع.